# Couzeix
 (mai 2024).
Si vous disposez d'ouvrages ou d'articles de référence ou si vous connaissez des sites web de qualité traitant du thème abordé ici, merci de compléter l'article en donnant les références utiles à sa vérifiabilité et en les liant à la section « Notes et références ».
Couzeix (prononcé [kuzɛks]) est une commune française située dans le département de la Haute-Vienne, en région Nouvelle-Aquitaine.
Ses habitants sont appelés les Couzeixois.

## Géographie
Ville de l'agglomération de Limoges, séparée de la capitale régionale par le cours de l'Aurence, Couzeix est caractérisée par une démographie très dynamique, un habitat assez récent et un plan urbain suivant la D 947 (ex-RN 147). Ainsi, la zone bâtie de la ville s'étend le long de l'avenue de Limoges sur plus de 4,8 km entre la route nationale 520) et le Mas-de-l'Age.
Couzeix tend également à se rapprocher de Limoges par l'est, la zone industrielle nord étant située à quelques centaines de mètres à peine.
D'après des calculs de l'IGN publiés en 2016, le centre géographique du département de la Haute-Vienne est situé dans la commune.

### Communes limitrophes
Couzeix est limitrophe de quatre autres communes.
Les communes limitrophes sont  Chaptelat, Limoges, Nieul et Saint-Gence.
| Nieul       |         | Chaptelat |
| Saint-Gence | Couzeix |           |
|             |         | Limoges   |

## Toponymie
Il semblerait que ce nom tirerait son origine du mot celtique Coz ou Cos qui signifie « pierre très dure » selon certains chartistes, d'autres pencheraient plutôt pour une autre signification, celtique également : Cot ou Coss, synonyme du mot breton Coat qui veut dire bois ou forêt. Le Mas-de-l'Age signifie « Maison de la forêt » du mot barbare agia, introduit en Gaule au Ve siècle et signifiant haute futaie.
Son nom est Cosés en limousin, dialecte de l'occitan (norme classique).

## Histoire
Au XIe siècle déjà, on trouve trace de cette prévôté établie par les abbés de Saint-Martial à Limoges et autour de laquelle quelques habitations se développèrent assez vite.
Au cours des siècles suivant son installation, le nom changea plusieurs fois : Coseis, Cozei, Cosaï, Coseium, Cozez, Couzeilz pour aboutir à l'orthographe actuelle vers la fin du XVe.
Surnommé « le petit Limoges » déjà au XIIIe, cette proximité et cette dépendance lui valurent certains honneurs puisque c'est ici que l'on venait accueillir les personnages importants : ainsi la ville a-t-elle vu séjourner pour une nuit le roi Charles VII et le dauphin, le futur Louis XI en 1438, avant leur entrée à Limoges.
D'autres célébrités passèrent par Couzeix, dont Henri IV en 1605.
En 1631, Couzeix fut épargnée par la peste qui sévit à Limoges et les carmélites de cette ville se réfugièrent au château du Mas-de-l'Age. Le territoire de Couzeix était à cette époque encore, très ecclésiastique jusqu'à la révolution de 1789, même si les événements politiques de cette période n'ont pas provoqué de graves soubresauts dans le bourg d'alors.
Avec le Premier Empire se met en place l'organisation des premières municipalités dont celle de Couzeix et à la même époque vint s'établir dans le bourg un percepteur des finances.
À la fin du XVIIIe, Couzeix comptait environ 900 habitants et en 1848, à la fin du règne de Louis-Philippe, il y avait 125 électeurs (à l'époque le suffrage universel n'existait pas, mais le régime censitaire : seuls ceux qui payaient un certain chiffre d'impôts pouvaient être électeurs).
Le festival rock Lost in Limoges y était organisé en 2016 et 2017.
En septembre 2021 a eu lieu le premier Fishtival de France, festival de musique gratuit pour tous.

## Politique et administration

### Politique environnementale
Dans son palmarès 2024, le Conseil national de villes et villages fleuris de France a attribué trois fleurs à la commune.

## Démographie
L'évolution du nombre d'habitants est connue à travers les recensements de la population effectués dans la commune depuis 1793. Pour les communes de moins de 10 000 habitants, une enquête de recensement portant sur toute la population est réalisée tous les cinq ans, les populations de référence des années intermédiaires étant quant à elles estimées par interpolation ou extrapolation. Pour la commune, le premier recensement exhaustif entrant dans le cadre du nouveau dispositif a été réalisé en 2007.

En 2022, la commune comptait 10 011 habitants, en évolution de +9,31 % par rapport à 2016 (Haute-Vienne : −0,68 %, France hors Mayotte : +2,11 %).
| 1793  | 1800  | 1806  | 1821  | 1831  | 1836  | 1841  | 1846  | 1851  |
| ----- | ----- | ----- | ----- | ----- | ----- | ----- | ----- | ----- |
| 1 175 | 1 012 | 1 308 | 1 235 | 1 355 | 1 368 | 1 395 | 1 461 | 1 482 |

| 1856  | 1861  | 1866  | 1872  | 1876  | 1881  | 1886  | 1891  | 1896  |
| ----- | ----- | ----- | ----- | ----- | ----- | ----- | ----- | ----- |
| 1 431 | 1 421 | 1 469 | 1 513 | 1 633 | 1 819 | 1 926 | 1 896 | 1 889 |

| 1901  | 1906  | 1911  | 1921  | 1926  | 1931  | 1936  | 1946  | 1954  |
| ----- | ----- | ----- | ----- | ----- | ----- | ----- | ----- | ----- |
| 1 853 | 1 996 | 2 053 | 1 854 | 1 975 | 2 097 | 2 086 | 2 192 | 2 227 |

| 1962  | 1968  | 1975  | 1982  | 1990  | 1999  | 2006  | 2007  | 2012  |
| ----- | ----- | ----- | ----- | ----- | ----- | ----- | ----- | ----- |
| 2 540 | 3 006 | 3 958 | 5 019 | 6 151 | 6 635 | 7 418 | 7 526 | 8 703 |

| 2017  | 2022   | - | - | - | - | - | - | - |
| ----- | ------ | - | - | - | - | - | - | - |
| 9 268 | 10 011 | - | - | - | - | - | - | - |

### Climat
Pour des articles plus généraux, voir Climat de la Nouvelle-Aquitaine et Climat de la Haute-Vienne.
Historiquement, la commune est exposée à un climat océanique limousin.  
En 2020, Météo-France publie une typologie des climats de la France métropolitaine dans laquelle la commune est exposée à un climat océanique altéré et est dans la région climatique  Ouest et nord-ouest du Massif Central, caractérisée par une pluviométrie annuelle de 900 à 1 500 mm, maximale en automne et en hiver.
Pour la période 1971-2000, la température annuelle moyenne est de 11 °C, avec une amplitude thermique annuelle de 14,8 °C. Le cumul annuel moyen de précipitations est de 1 059 mm, avec 13,7 jours de précipitations en janvier et 7,9 jours en juillet. Pour la période 1991-2020, la température moyenne annuelle observée sur la station météorologique la plus proche, située sur la commune de Limoges à 3,11 km à vol d'oiseau, est de 11,8 °C et le cumul annuel moyen de précipitations est de 1 018,0 mm,. Pour l'avenir, les paramètres climatiques de la commune estimés pour 2050 selon différents scénarios d’émission de gaz à effet de serre sont consultables sur un site dédié publié par Météo-France en novembre 2022.

## Urbanisme

### Typologie
Au 1er janvier 2024, Couzeix est catégorisée ceinture urbaine, selon la nouvelle grille communale de densité à sept niveaux définie par l'Insee en 2022.
Elle appartient à l'unité urbaine de Limoges, une agglomération intra-départementale regroupant dix  communes, dont elle est une commune de la banlieue,,. Par ailleurs la commune fait partie de l'aire d'attraction de Limoges, dont elle est une commune de la couronne,. Cette aire, qui regroupe 127 communes, est catégorisée dans les aires de 200 000 à moins de 700 000 habitants,.

### Occupation des sols
L'occupation des sols de la commune, telle qu'elle ressort de la base de données européenne d’occupation biophysique des sols Corine Land Cover (CLC), est marquée par l'importance des territoires agricoles (55,2 % en 2018), en diminution par rapport à 1990 (66,5 %). La répartition détaillée en 2018 est la suivante : 
prairies (30,9 %), zones urbanisées (23,9 %), zones agricoles hétérogènes (22,6 %), forêts (15,4 %), zones industrielles ou commerciales et réseaux de communication (2,9 %), terres arables (1,8 %), espaces verts artificialisés, non agricoles (1,6 %), milieux à végétation arbustive et/ou herbacée (1 %). L'évolution de l’occupation des sols de la commune et de ses infrastructures peut être observée sur les différentes représentations cartographiques du territoire : la carte de Cassini (XVIIIe siècle), la carte d'état-major (1820-1866) et les cartes ou photos aériennes de l'IGN pour la période actuelle (1950 à aujourd'hui).

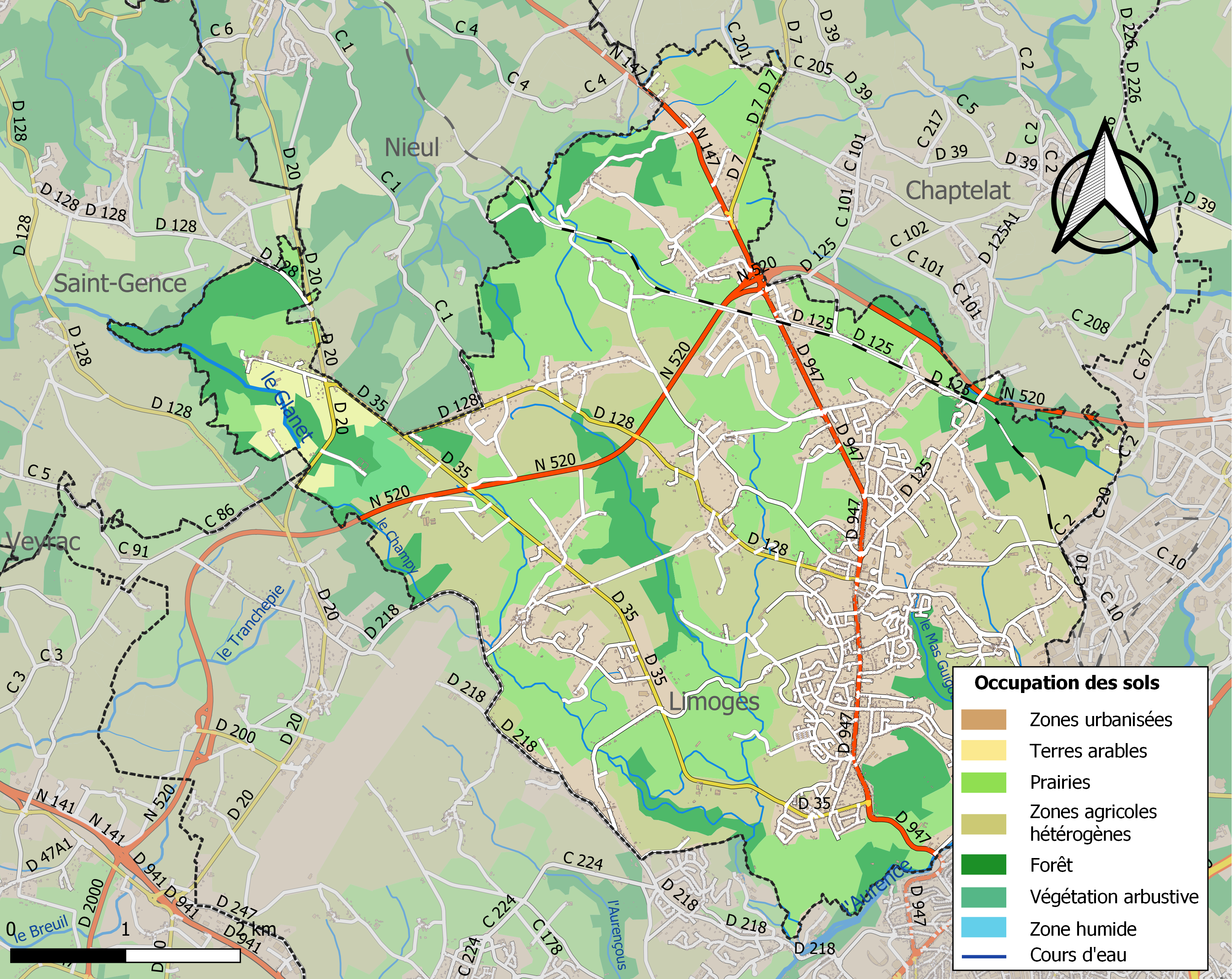
Carte des infrastructures et de l'occupation des sols de la commune en 2018 (CLC).

### Risques majeurs
Le territoire de la commune de Couzeix est vulnérable à différents aléas naturels : météorologiques (tempête, orage, neige, grand froid, canicule ou sécheresse), inondations et séisme (sismicité faible). Il est également exposé à un risque technologique,  le transport de matières dangereuses, et à un risque particulier : le risque de radon. Un site publié par le BRGM permet d'évaluer simplement et rapidement les risques d'un bien localisé soit par son adresse soit par le numéro de sa parcelle.

#### Risques naturels
Certaines parties du territoire communal sont susceptibles d’être affectées par le risque d’inondation par débordement de cours d'eau, notamment l'Aurence et le Glanet. La commune a été reconnue en état de catastrophe naturelle au titre des dommages causés par les inondations et coulées de boue survenues en 1982, 1993 et 1999,. Le risque inondation est pris en compte dans l'aménagement du territoire de la commune par le biais du plan de prévention des risques inondation (PPRI) « Aurence », approuvé le 23 août 2007.

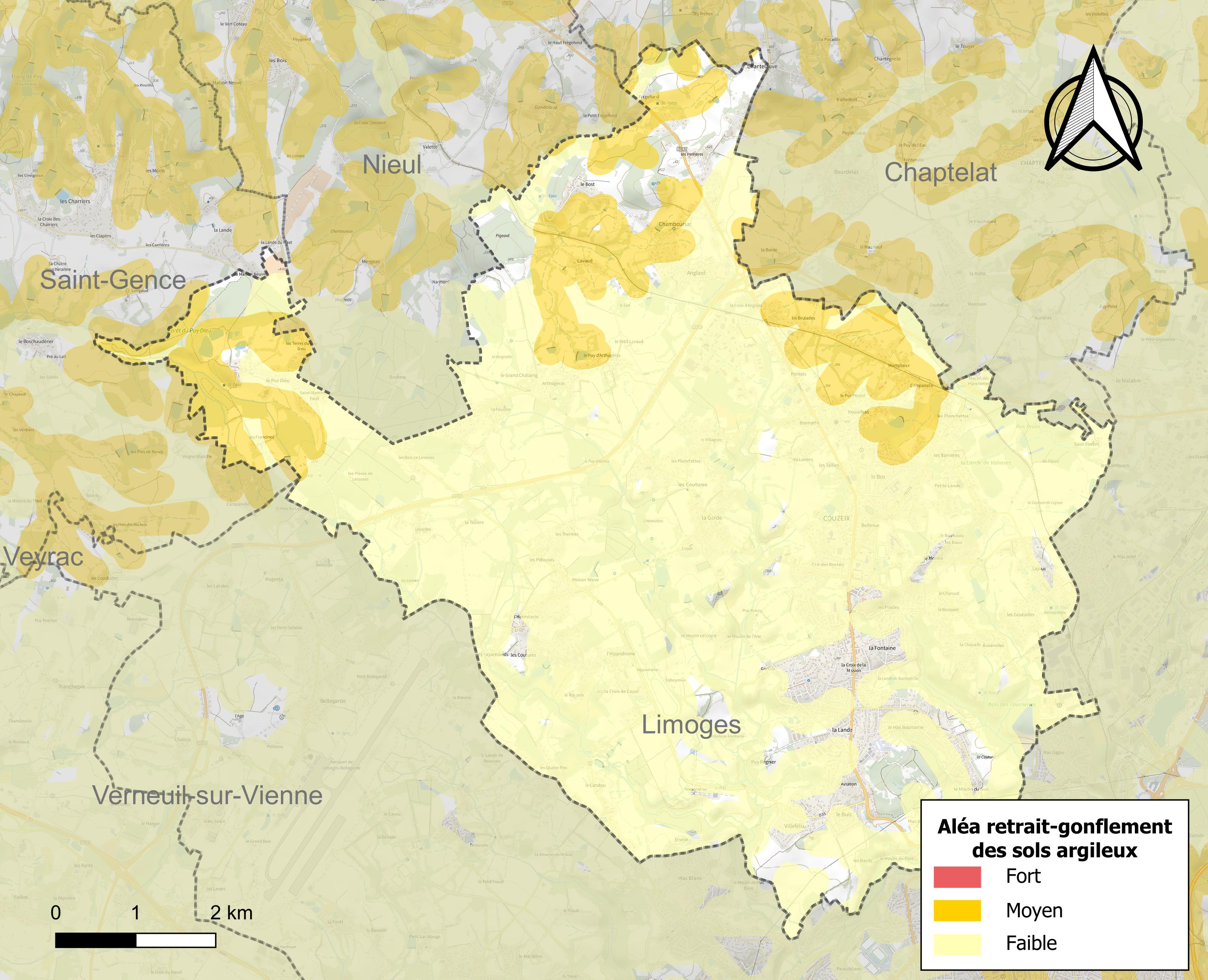
Carte des zones d'aléa retrait-gonflement des sols argileux de Couzeix.

Le retrait-gonflement des sols argileux est susceptible d'engendrer des dommages importants aux bâtiments en cas d’alternance de périodes de sécheresse et de pluie. 14 % de la superficie communale est en aléa moyen ou fort (27 % au niveau départemental et 48,5 % au niveau national métropolitain). Depuis le 1er octobre 2020, en application de la loi ÉLAN, différentes contraintes s'imposent aux vendeurs, maîtres d'ouvrages ou constructeurs de biens situés dans une zone classée en aléa moyen ou fort,.
La commune a été reconnue en état de catastrophe naturelle au titre des dommages causés par des mouvements de terrain en 1999.

#### Risque particulier
Dans plusieurs parties du territoire national, le radon, accumulé dans certains logements ou autres locaux, peut constituer une source significative d’exposition de la population aux rayonnements ionisants. Selon la classification de 2018, la commune de Couzeix est classée en zone 3, à savoir zone à potentiel radon significatif.

## Culture locale et patrimoine

### Lieux et monuments
- Château du Mas de l'Age[33] (XVe siècle).

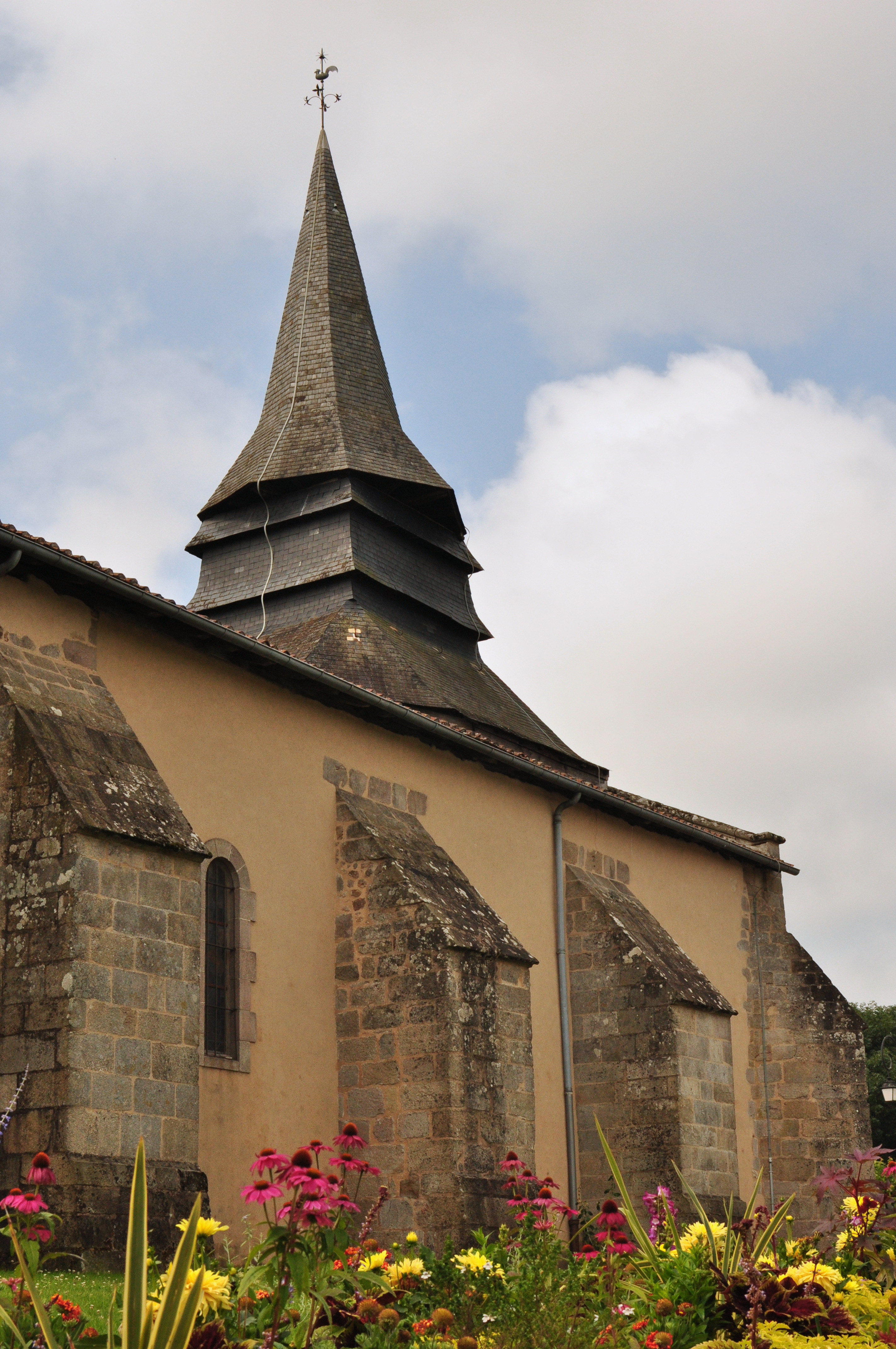
Église Sainte-Madeleine, XIe siècle, Couzeix.

- Église Sainte-Marie-Madeleine (XIIe siècle), restaurée au XVe siècle, cloche XIIIe siècle. Elle est inscrite à l'Inventaire général du patrimoine culturel[34].

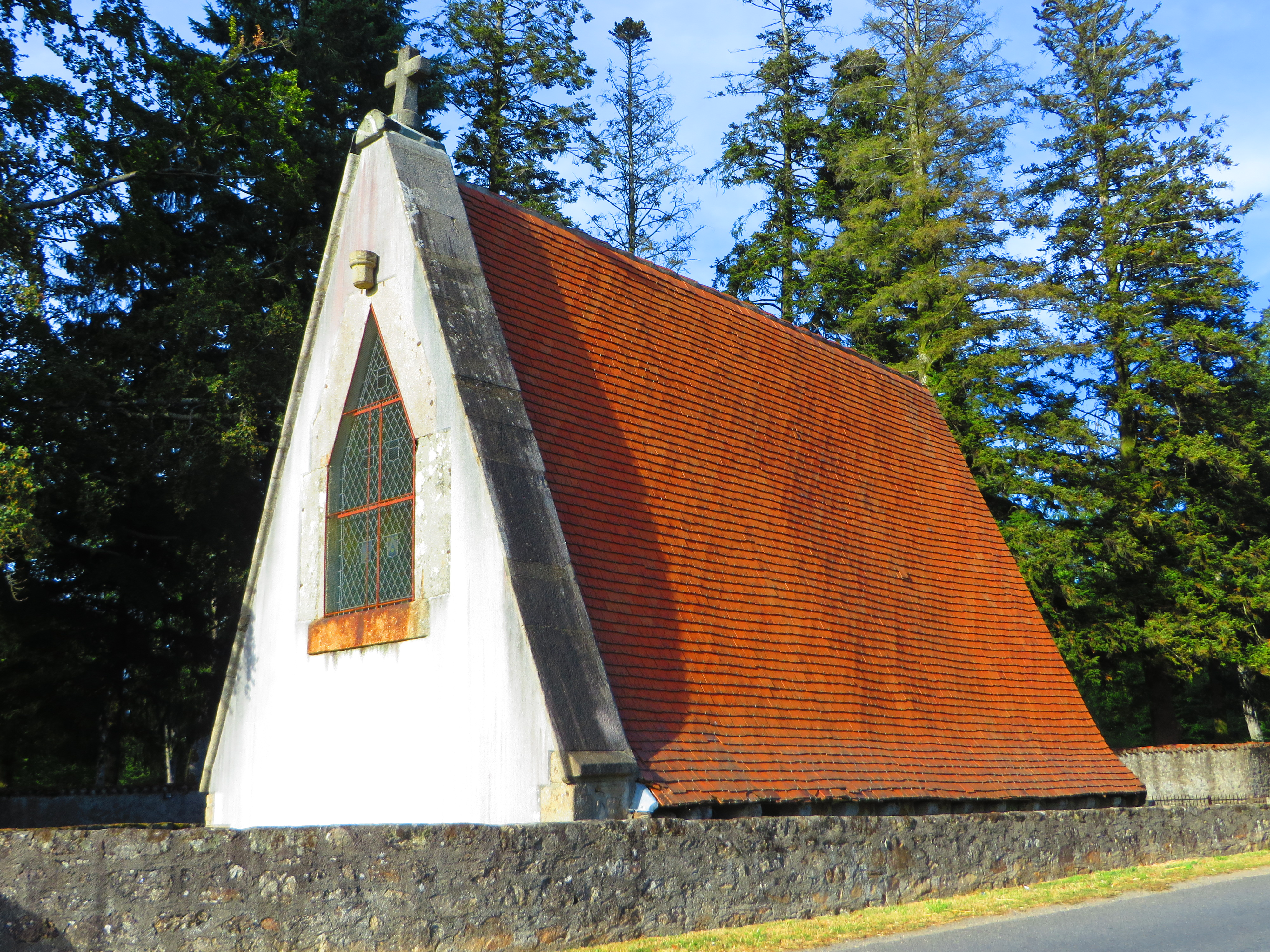
Couzeix Chapelle Saint-Martin (Saint-Martin du Fault).

- Chapelle Saint-Martin[35], (Saint-Martin du Fault) début XIXe siècle.
- Hippodrome de Texonnieras.
- Château de Coyol.

### Jumelages
- Brisighella (Italie)
- Casola Valsenio (Italie)
- Riolo Terme (Italie)
- Oberasbach (Allemagne)

### Personnalités liées à la commune
- Le roi Charles VII et le dauphin, le futur Louis XI en 1438, et Henri IV, en 1605 ont séjourné ici avant leur entrée à Limoges.
- Pierre Joseph Benoit du Buis (1817-1897) homme politique français
- Guillaume, dit William, Guérin-Lésé (Mas-de-L'Age à Couzeix 1838-1912) Fabrique de porcelaine fondée en 1872 à Limoges, prend la succession de Lebon & Cie, 54, Faubourg Montjovis. En 1877, il rachète la fabrique Léopold Dubois, rue du Petit-Tour. En 1903, ses deux fils William et André lui sont associés (William Guérin et Cie). En 1911, absorption de la maison Pouyat, et formation de la société Guérin et Cie (Anciens Ets J. Pouyat, W. Guérin & Cie). En 1920, la société est dissoute et les parts vendues à Bawo & Dotter Ltd. de Montréal (1921 : Guérin Pouyat Elite Ltd). En 1932, fermeture de la fabrique.
- Jean-Marc Gabouty est un homme politique français

Anaïs Bethomier, Miss Limousin 2017 et 11eme dans le classement final
- En 1968, Jean-Antoine Zamora publie chez Julliard Une saison en Limousin qui se déroule à Couzeix.

### Héraldique
| Blason de Couzeix | Blason  | D'argent au cheval galopant de sable; à la champagne de sinople; au chef d'or chargé d'un buste d'évêque d'argent vêtu et mitré de gueules, accosté des lettres onciales S et M de sable entre deux clefs affrontées de gueules. |
| Blason de Couzeix | Détails | Le statut officiel du blason reste à déterminer. |